# Влаткович, Радован
Радован Влаткович (хорв. Radovan Vlatković; род. 29 января 1962, Загреб) ― хорватский валторнист и музыкальный педагог, солист симфонического оркестра Берлинского радио, преподаватель Штутгартской высшей школы музыки и театра, консерватории Моцартеум в Зальцбурге и высшей школа музыки королевы Софии в Мадриде, лауреат международных конкурсов.